# Miso (film)
Pour plus de détails, voir Fiche technique et Distribution.
Miso (미소) est un film sud-coréen réalisé par Park Kyung-hee, sorti le 9 septembre 2003.

## Synopsis
So-jung est une photographe indépendante qui veut partir étudier à l'étranger avec son petit ami Ji-seok. Un jour, elle apprend qu'elle pourrait perdre la vue à cause d'une maladie des yeux. Elle décide alors de quitter son ami, de renoncer à son rêve, et d'apprendre à piloter un avion…

## Fiche technique
- Titre : Miso
- Titre anglais : A Smile
- Titre original : 미소
- Réalisation : Park Kyung-hee
- Scénario : Park Kyung-hee
- Production : Yim Soon-rye et Kim Suk-ku
- Musique : inconnu
- Photographie : Lim Jae-soo
- Montage : Park Yu-kyeong
- Pays d'origine : Corée du Sud
- Format : Couleurs - 1,85:1 - Dolby Digital - 35 mm
- Genre : drame
- Durée : 96 minutes
- Dates de sortie : 9 septembre 2003 (festival de Toronto), 13 février 2004 (Corée du Sud)

## Distribution
- Chu Sang-mi : So-jung
- Park Won-sang : Min-soo
- Song Il-gon : Ji-seok
- Jin Kyung : Ecrivaine Ahn

## Récompenses
- Mention spéciale, lors du Festival international du film de femmes de Créteil en 2004[réf. souhaitée].